# 冬天的骨头获奖名单
《冬天的骨头》（英語：Winter's Bone）是一部2010年上映的美国独立制片电影，根据2006年丹尼尔·伍德里尔的同名小说改编，黛布拉·格兰尼克编剧并执导，安妮·罗斯里尼（Anne Rosellini）也协助了剧本的改写工作，她是电影的制片人之一。该片于2010年6月11日在美国和加拿大进行小规模试映，首周仅在4家电影院上映就收入了84797美元票房，并在之后逐步在更多的影院上映，其最终美国本土票房成绩为653万1503美元，其他国家发行则收入730万美元，总计1383万1503美元。《冬天的骨头》获得了电影评论界的广泛好评，根据烂蕃茄上收集的161篇专业评论文章，其中有152篇给出了“新鲜”的正面评价，“新鲜度”达94%，综合评分8.3分（满分10分）。而根据另一家电影评论收集网站Metacritic上的统计的38篇专业评论文章，其中36篇给予正面评价，两篇为混合评价，平均得分90分，《芝加哥太阳报》已故知名影评人罗杰·艾伯特甚至给予本片满分100分的高度评价，平均得分90分。
《冬天的骨头》也获得了来自多个不同组织颁发的不同类别荣誉奖项，获得肯定的范围除了电影本身，还有其导演、摄影、编剧以及演员的表演。特别是詹妮弗·劳伦斯的女主角表演和约翰·霍克斯的男配角表演，其中劳伦斯还获得了几座最具突破表演奖，这也成为她的成名作。在第68届金球奖角逐中，《冬天的骨头》获得了一座最佳电影女主角奖（正剧类）提名，并在第83届奥斯卡金像奖角逐中获得了最佳影片、女主角、男配角、原著改编4项提名。虽然这几个提名最终都没能获奖，但这时年仅20岁的劳伦斯已经成为了历史上获奥斯卡最佳女主角奖提名第二年轻的女演员。《冬天的骨头》在第26届独立精神奖角逐中获得了7项提名，最终获得了男、女配角两座奖，两位配角还得到了第17届美国演员工会奖的提名。
除了电影院的小规模放映外，《冬天的骨头》还在多个电影节进行过展映并参加了多个奖项的角逐，在柏林国际电影节上获得了国际艺术电影联盟奖和《每日镜报》读者评审团奖，在西雅图国际电影节上获得了最佳导演和女主角奖，在斯德哥尔摩电影节上赢得了最佳影片、女主角和国际电影评论家协会奖，还在圣丹斯电影节上夺得了剧情类评审团大奖和沃尔多·索尔特编剧奖。此外，电影还登上了包括美国影艺协会、国家评论协会等评选的年度十大佳片榜，并在东南影评人协会、底特律影评人协会和哥谭独立电影奖的评选活动中获得最佳群体演员奖提名。《冬天的骨头》总计获得了93项提名，最终有35项获奖。

## 获奖与提名
| 类别                    | 颁奖日期       | 奖项                     | 获奖或提名人                        | 结果 |
| ----------------------- | -------------- | ------------------------ | ----------------------------------- | ---- |
| 奥斯卡金像奖            | 2011年2月27日  | 最佳影片                 | 安妮·罗斯里尼和阿历克斯·麦迪根-约金 | 提名 |
| 奥斯卡金像奖            | 2011年2月27日  | 原著改编                 | 安妮·罗斯里尼和黛布拉·格兰尼克      | 提名 |
| 奥斯卡金像奖            | 2011年2月27日  | 女主角                   | 詹妮弗·劳伦斯                       | 提名 |
| 奥斯卡金像奖            | 2011年2月27日  | 男配角                   | 约翰·霍克斯                         | 提名 |
| 女性电影记者联盟        | 2011年1月10日  | 最佳影片                 | 《冬天的骨头》                      | 獲獎 |
| 女性电影记者联盟        | 2011年1月10日  | 最佳导演                 | 黛布拉·格兰尼克                     | 獲獎 |
| 女性电影记者联盟        | 2011年1月10日  | 最佳女主角               | 詹妮弗·劳伦斯                       | 提名 |
| 女性电影记者联盟        | 2011年1月10日  | 最佳男配角               | 约翰·霍克斯                         | 提名 |
| 女性电影记者联盟        | 2011年1月10日  | 最佳改编剧本             | 安妮·罗斯里尼和黛布拉·格兰尼克      | 提名 |
| 女性电影记者联盟        | 2011年1月10日  | 最佳摄影                 | 迈克尔·麦克唐纳夫                   | 獲獎 |
| 女性电影记者联盟        | 2011年1月10日  | 最佳全体演员             | 《冬天的骨头》                      | 提名 |
| 女性电影记者联盟        | 2011年1月10日  | 最佳女性导演             | 黛布拉·格兰尼克                     | 提名 |
| 女性电影记者联盟        | 2011年1月10日  | 最佳女性编剧             | 黛布拉·格兰尼克                     | 提名 |
| 女性电影记者联盟        | 2011年1月10日  | 最突破演出               | 詹妮弗·劳伦斯                       | 提名 |
| 女性电影记者联盟        | 2011年1月10日  | 年度电影工业女性杰出成就 | 黛布拉·格兰尼克                     | 提名 |
| 美国影艺协会            | 2010年12月12日 | 年度十大佳片             | 安妮·罗斯里尼和阿历克斯·麦迪根-约金 | 獲獎 |
| 奥斯汀影评人协会        | 2010年12月19日 | 年度十大佳片             | 《冬天的骨头》                      | 提名 |
| 比利时影评人协会        | 2012年1月7日   | 大赛奖                   | 《冬天的骨头》                      | 提名 |
| 柏林国际电影节          | 2010年2月21日  | 国际艺术电影联盟奖       | 黛布拉·格兰尼克                     | 獲獎 |
| 柏林国际电影节          | 2010年2月21日  | 《每日镜报》读者评审团奖 | 黛布拉·格兰尼克                     | 獲獎 |
| 黑色影评人协会          | 2010年12月23日 | 年度十大佳片             | 《冬天的骨头》                      | 提名 |
| 英国独立电影奖          | 2010年12月5日  | 最佳外国电影             | 《冬天的骨头》                      | 提名 |
| 评论家选择奖            | 2011年1月14日  | 最佳影片                 | 《冬天的骨头》                      | 提名 |
| 评论家选择奖            | 2011年1月14日  | 最佳女主角               | 詹妮弗·劳伦斯                       | 提名 |
| 评论家选择奖            | 2011年1月14日  | 最佳青年演员             | 詹妮弗·劳伦斯                       | 提名 |
| 评论家选择奖            | 2011年1月14日  | 最佳编剧                 | 安妮·罗斯里尼和黛布拉·格兰尼克      | 提名 |
| 芝加哥影评人协会        | 2010年12月20日 | 最佳女主角               | 詹妮弗·劳伦斯                       | 提名 |
| 芝加哥影评人协会        | 2010年12月20日 | 最佳改编剧本             | 安妮·罗斯里尼和黛布拉·格兰尼克      | 提名 |
| 芝加哥影评人协会        | 2010年12月20日 | 最佳导演                 | 黛布拉·格兰尼克                     | 提名 |
| 芝加哥影评人协会        | 2010年12月20日 | 最佳影片                 | 《冬天的骨头》                      | 提名 |
| 芝加哥影评人协会        | 2010年12月20日 | 最有前途表演奖           | 詹妮弗·劳伦斯                       | 獲獎 |
| 芝加哥影评人协会        | 2010年12月20日 | 最佳男配角               | 约翰·霍克斯                         | 提名 |
| 克罗鲁迪斯独立电影协会  | 2011年3月20日  | 最佳影片                 | 《冬天的骨头》                      | 獲獎 |
| 克罗鲁迪斯独立电影协会  | 2011年3月20日  | 最佳导演                 | 黛布拉·格兰尼克                     | 獲獎 |
| 克罗鲁迪斯独立电影协会  | 2011年3月20日  | 最佳女主角               | 詹妮弗·劳伦斯                       | 提名 |
| 克罗鲁迪斯独立电影协会  | 2011年3月20日  | 最佳男配角               | 约翰·霍克斯                         | 提名 |
| 克罗鲁迪斯独立电影协会  | 2011年3月20日  | 最佳女配角               | 戴尔·迪奇                           | 提名 |
| 克罗鲁迪斯独立电影协会  | 2011年3月20日  | 最佳改编剧本             | 安妮·罗斯里尼和黛布拉·格兰尼克      | 獲獎 |
| 克罗鲁迪斯独立电影协会  | 2011年3月20日  | 最佳摄影                 | 《冬天的骨头》                      | 獲獎 |
| 克罗鲁迪斯独立电影协会  | 2011年3月20日  | 最佳艺术指导             | 《冬天的骨头》                      | 提名 |
| 达拉斯—沃斯堡影评人协会 | 2010年12月17日 | 最佳女主角               | 詹妮弗·劳伦斯                       | 提名 |
| 达拉斯—沃斯堡影评人协会 | 2010年12月17日 | 年度十大佳片             | 《冬天的骨头》                      | 獲獎 |
| 底特律影评人协会        | 2010年12月17日 | 最佳影片                 | 《冬天的骨头》                      | 提名 |
| 底特律影评人协会        | 2010年12月17日 | 最佳导演                 | 黛布拉·格兰尼克                     | 提名 |
| 底特律影评人协会        | 2010年12月17日 | 最佳女主角               | 詹妮弗·劳伦斯                       | 獲獎 |
| 底特律影评人协会        | 2010年12月17日 | 最佳男配角               | 约翰·霍克斯                         | 提名 |
| 底特律影评人协会        | 2010年12月17日 | 最佳群体演员             | 《冬天的骨头》                      | 獲獎 |
| 底特律影评人协会        | 2010年12月17日 | 最具突破表演             | 詹妮弗·劳伦斯                       | 獲獎 |
| 帝国奖                  | 2011年3月27日  | 最佳新人                 | 詹妮弗·劳伦斯                       | 提名 |
| 金球奖                  | 2010年1月16日  | 剧情类电影最佳女主角     | 詹妮弗·劳伦斯                       | 提名 |
| 哥谭独立电影奖          | 2010年11月29日 | 最佳电影                 | 《冬天的骨头》                      | 獲獎 |
| 哥谭独立电影奖          | 2010年11月29日 | 最具突破演员             | 詹妮弗·劳伦斯                       | 提名 |
| 哥谭独立电影奖          | 2010年11月29日 | 最佳群体演员             | 《冬天的骨头》                      | 獲獎 |
| 好莱坞电影节            | 2010年10月25日 | 最具突破演员             | 詹妮弗·劳伦斯                       | 獲獎 |
| 休斯顿影评人协会        | 2010年12月18日 | 最佳女主角               | 詹妮弗·劳伦斯                       | 獲獎 |
| 独立精神奖              | 2011年2月26日  | 最佳影片                 | 《冬天的骨头》                      | 提名 |
| 独立精神奖              | 2011年2月26日  | 最佳导演                 | 黛布拉·格兰尼克                     | 提名 |
| 独立精神奖              | 2011年2月26日  | 最佳编剧                 | 安妮·罗斯里尼和黛布拉·格兰尼克      | 提名 |
| 独立精神奖              | 2011年2月26日  | 最佳女主角               | 詹妮弗·劳伦斯                       | 提名 |
| 独立精神奖              | 2011年2月26日  | 最佳女配角               | 戴尔·迪奇                           | 獲獎 |
| 独立精神奖              | 2011年2月26日  | 最佳男配角               | 约翰·霍克斯                         | 獲獎 |
| 独立精神奖              | 2011年2月26日  | 最佳摄影                 | 《冬天的骨头》                      | 提名 |
| 印第安纳影评人协会      | 2010年12月12日 | 最佳影片                 | 《冬天的骨头》                      | 提名 |
| 印第安纳影评人协会      | 2010年12月12日 | 最佳女主角               | 詹妮弗·劳伦斯                       | 提名 |
| 印第安纳影评人协会      | 2010年12月12日 | 最佳男配角               | 约翰·霍克斯                         | 提名 |
| 洛杉矶影评人协会        | 2010年12月11日 | 最佳女主角               | 詹妮弗·劳伦斯                       | 提名 |
| 国家评论协会            | 2010年12月1日  | 年度十大佳片             | 《冬天的骨头》                      | 獲獎 |
| 国家评论协会            | 2010年12月1日  | 突破性表演               | 詹妮弗·劳伦斯                       | 獲獎 |
| 旧金山影评人协会        | 2010年12月13日 | 最佳男配角               | 约翰·霍克斯                         | 獲獎 |
| 卫星奖                  | 2010年12月19日 | 最佳女主角（正剧类）     | 詹妮弗·劳伦斯                       | 提名 |
| 卫星奖                  | 2010年12月19日 | 最佳影片（正剧类）       | 《冬天的骨头》                      | 提名 |
| 卫星奖                  | 2010年12月19日 | 最佳导演                 | 黛布拉·格兰尼克                     | 提名 |
| 卫星奖                  | 2010年12月19日 | 最佳改编剧本             | 安妮·罗斯里尼和黛布拉·格兰尼克      | 提名 |
| 美国演员工会奖          | 2011年1月30日  | 最佳女主角               | 詹妮弗·劳伦斯                       | 提名 |
| 美国演员工会奖          | 2011年1月30日  | 最佳男配角               | 约翰·霍克斯                         | 提名 |
| 西雅图国际电影节        | 2010年6月13日  | 最佳女主角               | 詹妮弗·劳伦斯                       | 獲獎 |
| 西雅图国际电影节        | 2010年6月13日  | 最佳导演                 | 黛布拉·格兰尼克                     | 獲獎 |
| 东南影评人协会          | 2010年12月13日 | 年度十大佳片             | 《冬天的骨头》                      | 獲獎 |
| 东南影评人协会          | 2010年12月13日 | 最佳女主角               | 詹妮弗·劳伦斯                       | 提名 |
| 东南影评人协会          | 2010年12月13日 | 最佳群体演员             | 《冬天的骨头》                      | 提名 |
| 东南影评人协会          | 2010年12月13日 | 最佳改编剧本             | 安妮·罗斯里尼和黛布拉·格兰尼克      | 提名 |
| 东南影评人协会          | 2010年12月13日 | 吉恩·韦特奖              | 《冬天的骨头》                      | 獲獎 |
| 圣路易斯影评人协会      | 2010年12月20日 | 最佳女主角               | 詹妮弗·劳伦斯                       | 提名 |
| 圣路易斯影评人协会      | 2010年12月20日 | 最佳男配角               | 约翰·霍克斯                         | 提名 |
| 圣路易斯影评人协会      | 2010年12月20日 | 最佳改编剧本             | 安妮·罗斯里尼和黛布拉·格兰尼克      | 提名 |
| 圣路易斯影评人协会      | 2010年12月20日 | 最佳艺术/创意电影        | 《冬天的骨头》                      | 提名 |
| 斯德哥尔摩电影节        | 2010年11月28日 | 最佳影片                 | 《冬天的骨头》                      | 獲獎 |
| 斯德哥尔摩电影节        | 2010年11月28日 | 最佳女主角               | 詹妮弗·劳伦斯                       | 獲獎 |
| 斯德哥尔摩电影节        | 2010年11月28日 | 国际电影评论家协会奖     | 黛布拉·格兰尼克                     | 獲獎 |
| 圣丹斯电影节            | 2010年1月31日  | 评审团大奖：剧情片       | 《冬天的骨头》                      | 獲獎 |
| 圣丹斯电影节            | 2010年1月31日  | 沃尔多·索尔特编剧奖      | 安妮·罗斯里尼和黛布拉·格兰尼克      | 獲獎 |
| 多伦多影评人协会        | 2010年12月13日 | 最佳女主角               | 詹妮弗·劳伦斯                       | 獲獎 |
| 华盛顿特区影评人协会    | 2010年12月6日  | 最佳女主角               | 詹妮弗·劳伦斯                       | 獲獎 |
| 华盛顿特区影评人协会    | 2010年12月6日  | 最佳男配角               | 约翰·霍克斯                         | 提名 |